# 공동 성명
공동 선언(共同宣言) 또는 공동 성명(共同聲明)은 지자체나 서로 다른 나라 사이에 논의한 사항을 발표하는 외교 문서 또는 그 발표를 가리킨다.
조약처럼 강제력을 가지는 경우도 있으나, 대부분 단순한 경과의 설명이나 어떤 사항의 설명에 그치는 경우가 많다.

## 공동성명의 예
- 7·4 남북 공동 성명
- 6·15 남북 공동 선언
- 남북관계 발전과 평화번영을 위한 선언

## 같이 보기
- 메시지